# Luigi Domenico Carbonara
Pour les articles homonymes, voir Carbonara.
Luigi Domenico Cajetan Carbonara, ou Louis Dominique Cajetan Carbonara (Gênes, 11 mars 1753 - Gênes, 25 janvier 1826), est un homme de loi italien, qui fut homme politique sous le Premier Empire.

## Biographie
Né à Gênes, il y étudie le droit et est admis au collège des juges. Il y exerce avec zèle l'emploi d'avocat des pauvres. 
En 1797, Luigi Domenico Carbonara est délégué à Milan pour recevoir une constitution démocratique auprès du Général Bonaparte. En 1799, il fait partie du gouvernement provisoire de Gênes, y devient sénateur et membre de la cour de justice de la république ligurienne, charge qu'il exerce jusqu'en 1805.
Après la réunion de la Ligurie à l'Empire français, Carbonara est nommé premier président de la cour de Gênes, puis le 28 mars 1809, il devient membre du Sénat conservateur. Le 15 octobre 1809, il est créé comte de l'Empire.
En 1814, il est parmi les signataires de la déchéance de l'empereur. Il conserve d'importantes fonctions judiciaires dans son pays, après la session de Gênes au roi de Sardaigne.
Il meurt le 25 janvier 1826 à Gênes.

## Titres
- Comte Carbonara et de l'Empire (lettres patentes de 15 octobre 1809, Schoenbrunn[1]) ;

## Armoiries
| Figure | Blasonnement |
|        | Armes des Carbonara Parti: au 1, d'azur, à un besant d'or, ch. un lion de gueules; au 2, coupé: a. d'or au griffon naissant de sable; b. de gueules à une forteresse sommée de trois tours d'argent, ouvertes, ajourées et maçonnées de sable. |
|        | Armes du comte Carbonara et de l'Empire Parti au premier d'azur, au tourteau de gueules, chargé d'un lion rampant d'or ; au deuxième d'or au griffon naissant de sable ; coupé de gueules, à la forteresse donjonnée de trois tours d'argent ; ouverte, ajourée et maçonnée de sable ; franc-quartier des comtes-sénateurs., - Livrées : les couleurs de l'écu. |

## Sources
- « Luigi Domenico Carbonara », dans Adolphe Robert et Gaston Cougny, Dictionnaire des parlementaires français, Edgar Bourloton, 1889-1891 [détail de l’édition]